# 徳田耕太郎
徳田 耕太郎（とくだ・こうたろう、1991年7月21日　- ）は、日本のフリースタイルフットボーラー。ニックネームは Tokura （トクラ）。レッドブル・ストリートスタイル・ワールドファイナル2012優勝者。身長169cm。

## 略歴
愛媛県大洲市出身。帝京第五高等学校、帝京大学経済学部卒。小学1年生からサッカーを始め、中学校1年生当時に『NIKE フリースタイルフットボール』という本に影響を受けてフリースタイルフットボールを始める。中学3年生の時に、フリースタイルフットボールの練習中に頭部を強打。医師に脳挫傷と診断され、サッカーなど長距離系の運動は控えるようにと言われたが、リフティングは続ける事ができたため、フリースタイルフットボールの練習により熱中するようになる。
15歳から愛媛県でパフォーマンス活動を開始し、フリースタイルフットボールチーム「Team-Lingo」のリーダーとして日本国内や海外の数々の大会に参加。また日本国内では、全国各地でフリースタイルフットボールの普及活動やパフォーマンス活動などを展開している。
2012年9月22日、イタリア・レッチェでのレッドブル・ストリートスタイル・ワールドファイナル2012決勝で優勝した。

## 成績
- RedBull Street Style 2009 Japan　Final　優勝
- World Freestyle Football Championship 2011　4位
- World Freestyle Football Championship Big one　優勝
- RedBull Street Style 2012 Japan　Final　優勝
- Red Bull Street Style World Final 2012 Italy　優勝
- Red Bull Street Style World Final 2013 Tokyo　4位

## 出演
- CM：日清・「SAMURAI IN BRAZIL」[5]